# 日行 (大石寺)
日行（にちぎょう、生年不詳 - 応安2年/正平24年8月13日（1369年9月14日））は、日蓮正宗総本山大石寺第5世法主。奥州出身。

## 略歴
- 元亨元年（1321年）、日興、本尊を書写し日行房に授与する。
- 延元2年、総本山大石寺塔中・本住坊を創す。
- 延元4年（1339年）、日興・日目7回忌。

同年6月15日、4世日道より法の付嘱を受け大石寺第5世日行として登座する。
- 興国3年（1342年）3月、上洛天奏、又武家に申状を上る。
- 興国6年（1345年）、日興・日目13回忌。
- 正平15年（1360年）、下野金井に法華堂（蓮行寺）を創る。
- 正平20年（1365年）2月15日、6世日時へ法を付嘱する。

同年、本尊を書写し、陸前一迫助八郎正明に授与する。
- 正平24年（1369年）6月29日、書を日時に与う。

同年8月13日、死去。